# Liste des édifices labellisés « Patrimoine du XXe siècle » du Cantal
La liste des édifices labellisés « Patrimoine du XXe siècle » du Cantal recense de manière exhaustive les édifices disposant du label officiel français « Patrimoine du XXe siècle » situés dans le département français du Cantal. Chacun de ces édifices est accompagné de sa notice sur la base Mérimée et de sa date de labellisation

## Liste
| Monument                        | Commune           | Adresse | Coordonnées                      | Notice         | Date | Illustration               |
| ------------------------------- | ----------------- | ------- | -------------------------------- | -------------- | ---- | -------------------------- |
| Villa Suzanne                   | Aurillac          |         | 44° 55′ 42″ nord, 2° 26′ 29″ est | « PA15000043 » | 2009 | Villa Suzanne              |
| Église du Sacré-Cœur d'Aurillac | Aurillac          |         | 44° 55′ 22″ nord, 2° 26′ 06″ est | « PA15000030 » | 2006 | Image manquante Téléverser |
| Viaduc de Barajol               | Riom-ès-Montagnes |         | 45° 18′ 14″ nord, 2° 41′ 40″ est | « PA00093587 » | 1984 | Viaduc de Barajol          |